# VCS Hendrik de Cock
VCS Hendrik de Cock (1947-2019) was een studentenvereniging in Groningen. De vereniging doorliep gedurende haar bestaan verschillende naams- en identiteitswisselingen (achtereenvolgens V.G.S.G. Hendrik de Cock, VCS Hendrik de Cock, CSV Hendrik de Cock, ASV Hendrik, ASV Dionysos, Groninger Gamersvereniging Dionysos). Ze werd oorspronkelijk opgericht als gereformeerde studentenvereniging, maar evolueerde door de tijd heen tot een algemene gezelligheidsvereniging. Bij haar opheffing was zij een vereniging voor hoger opgeleide liefhebbers van computer- en bordspelletjes.

## Geschiedenis
Sinds 1899 bestond er al een gereformeerde vereniging in Groningen, 'Veri Et Recti Amici' (VERA), de Groningse afdeling van de landelijke S.S.R.. Enkele gereformeerde studenten konden zich echter niet vinden in de koers van deze vereniging, en richtten op 28 april 1947 de V.G.S.G. (Vereniging Gereformeerde Studenten Groningen) "Hendrik de Cock" op, vernoemd naar de Groningse predikant Hendrik de Cock. Wat meespeelde bij de oprichting van deze nieuwe vereniging, was de vrijmaking, een kerkscheuring die kort daarvoor had plaatsgevonden, waarbij de vrijgemaakte gereformeerden zich afscheidden van de synodalen. Vrijgemaakte studenten die in Groningen gingen studeren, werden vanuit hun kerkverband aangemoedigd om bij "Hendrik de Cock" lid te worden in plaats van bij S.S.R., zodat ze beschermd bleven tegen de wereldlijke invloed van het studentenleven. Begin 1966 werd een reunistenorganisatie opgericht.
Het jaar 1966 was een keerpunt in de vereniging. Binnen de vrijgemaakte gereformeerde kerken was er flinke discussie over de Vrijmaking van 1944. Als gevolg van deze discussie werd een deel van de gereformeerden buiten het kerkverband gezet. De studentenvereniging "Hendrik de Cock" wilde hierin geen partij kiezen. In de statuten van de vereniging werd gesproken over de broederband van gereformeerde studenten, maar veel leden ervaarden die broederband ook met christenen die niet specifiek vrijgemaakt-gereformeerd waren. Twaalf vrijgemaakt-gereformeerde leden verlieten de vereniging om een nieuwe vereniging op te richten. Dit werd de Gereformeerde StudentenVereniging (GSV). De kort daarvoor opgerichte reunistenvereniging zocht vervolgens aansluiting bij de GSV. Het lidmaatschap van Hendrik de Cock werd binnen het gereformeerd-vrijgemaakte volksdeel vanaf dat moment met klem afgeraden.
De overgebleven leden sloegen een nieuwe weg in, en profileerden zich vanaf dat moment openlijk als interkerkelijke studentenvereniging. Ergens tussen het vierde en vijfde lustrum doopt de vereniging zich om tot VCS (Vereniging der Christelijke Studenten) Hendrik de Cock. Kritiek op de vereniging vanuit het christelijk volksdeel bleef. Zo waarschuwde de VOCO (Vereniging van bij het Onderwijs betrokken Christen-Ouders) in 1978 ernstig voor het lidmaatschap bij Hendrik de Cock. In hun waarschuwing werden artikelen uit "Cocktail", het verenigingsblad van Hendrik de Cock aangehaald, waaronder een lezingverslag door PPR-politicus Herman Verbeek, waarin de politicus de ruimte kreeg om christelijke dogma's zoals de goddelijkheid van Jezus en de wederopstanding te ontkennen, een betoog voor algemene acceptatie van homoseksualiteit en een betoog voor het recht op zelfmoord. De vereniging reageerde hierop dat een artikel in hun verenigingsblad niet noodzakelijk betekende dat de vereniging de inhoud van elk artikel onderschreef.
Begin jaren 90 noemde zo'n 70% van de leden zich christelijk. De vereniging maakte deel uit van het OZON-verband en participeerde samen met de andere christelijke verenigingen in Happietaria Groningen. De vereniging bleef qua grondslag echter in beweging: In 1997 werd de naam veranderd in CSV (Christelijke Studentenvereniging) Hendrik de Cock, en in 2002 werd afscheid genomen van het christelijke karakter en kreeg de vereniging de naam ASV (Algemene Studentenvereniging) Hendrik. Omdat de buitenwacht de vereniging met het christendom bleef associëren, werd in 2006 de naam van de vereniging geheel gewijzigd, ditmaal in ASV Dionysos, vernoemd naar Dionysos, een figuur uit de Griekse mythologie.
Het ledental liep verder terug en in 2011 verliet de vereniging de Contractus Groningen, het overlegorgaan van Groningse studentenverenigingen. De laatste twee jaar van haar bestaan was de vereniging niet langer een studentenvereniging, en ging zij door het leven als Groninger Gamersvereniging Dionysos. In september 2019 werd de vereniging opgeheven.

## Gebouw
In de jaren 50 huisde de vereniging in een pand aan de Oostersingel 4a. Doordat het gebouw te klein werd, verhuisde men op 10 oktober 1958 naar een nieuw gebouw aan Agricolastraat 31. De nieuwe sociëteit, "Ballard" werd feestelijk geopend door een van de oprichters van de vereniging, mevrouw L.B. Ubbens-Van der Hoogt. In de jaren 1970 heeft de vereniging inmiddels een nieuwe sociëteit bevolkt: "Fax" aan de Herebinnensingel. Doordat de vereniging in korte tijd van 150 naar 300 leden groeide, had de vereniging spoedig opnieuw behoefte aan een nieuw pand. In 1980 werd het pand aan de Nieuwe Kijk in 't Jatstraat aangekocht en na een verbouwing in 1981 in gebruik genomen. Ook deze societeit werd "Fax" genoemd. De opheffing van de vereniging in 2019 betekende ook de liquidatie van het vermogen en dus de verkoop van het pand.

## Activiteiten
De vereniging had als leus Aequalitas in Varietate (gelijkwaardig door verscheidenheid), en kende geen ontgroening. Voor haar leden organiseerde de vereniging onder andere feesten, soosavonden en weekenden. Er bestonden binnen de vereniging schappen, verticale structuren die een soort disputen fungeerden. Zo bestonden bijvoorbeeld in de 2e helft van de jaren 70 onder meer de volgende schappen: Panta Rhei, Myrthus, Noaberschap, Sebastiaan, Laetitia en kwam daar toen het nieuwe schap Alert bij. Ieder lid maakte tevens deel uit van een schap. Het verschil met een traditioneel dispuut was echter dat het lid het schap koos en niet andersom, en dat ze gemengd waren. Nieuwe leden werden ook geacht (om de integratie binnen de vereniging te bevorderen) in hun Zieltje (klein schriftje) bij te houden welke oudere leden ze thuis/op hun kamer bezocht hadden in de introductietijd. Deze oudere leden noteerden dan in het Zieltje een of ander spreuk of motto ter bevestiging van dat gedane bezoek. Binnen de vereniging bestonden er later zogenaamde gezelschappen. Dit waren subgroepen, bestaande uit leden met dezelfde interesses. Zo was er het pretparkgezelschap, het gitaargezelschap, het Pinkpopgezelschap, het klussersgezelschap en het middeleeuws gezelschap.
Voor de burgers van de stad Groningen organiseerde de vereniging in het verleden al eens een musical en haalde het in 1972 het Amsterdamse Concertgebouworkest naar de Groninger Evenementenhal. Samen met drie andere Groningse verenigingen werd voorlichting gegeven over de Landelijke Kamerverkiezingen en hield de vereniging een lezingencyclus over massamedia.

## Oorzaken van de neergang
Het is opmerkelijk dat deze vereniging het uiteindelijk niet redde terwijl andere religieuze studentenverenigingen de verandering der tijden overleefden. RKSV Albertus Magnus groeide vanuit een katholiek karakter uit tot de tweede vereniging van Nederland in ledental, de Navigatorsverenigingen trekken nog steeds leden vanuit hun protestants-christelijk perspectief, en het eveneens oorspronkelijk gereformeerde Vera transformeerde tot een belangrijke algemene jongerenvereniging. Er zijn waarschjnlijk meerdere factoren die de vereniging de das omdeden:
- Er was over het algemeen met de ontzuiling een afname van animo bij studenten voor christelijke studentenverenigingen.
- De buitenwacht associeerde de vereniging sterk met het christendom terwijl de vereniging juist hiervan wegbewoog. Hierdoor misten ze de boot van zowel de leden die echt op zoek waren naar een christelijke vereniging (zij kozen voor de Navigators en andere expliciet christelijke verenigingen), als van de leden die een algemene niet-traditionele gezelligheidsvereniging zochten maar de vereniging met het christendom bleven associeren. In tegenstelling tot niet-traditionele verenigingen als Biton, Dizkartes, Bernlef en Cleopatra kon de vereniging geen uniek karakter tentoonstellen. Als de vereniging niet meer christelijk wilde zijn, wat was hij dan wel?
- Door het verlaten van de Contractus in 2011 verloor de vereniging veel zichtbaarheid als studentenvereniging bij zowel de stad Groningen als de universiteit en de studentenpopulatie. Hierdoor raakte deze geisoleerd.
- Hierdoor ontstond een negatieve spiraal: hoe minder nieuwe leden geworven worden, hoe moeilijker het is activiteiten te organiseren die nieuwe leden aantrekken.